# 万江古榕庙
万江古榕庙，位于中国广东省梅州市丰顺县留隍镇宫汶头，为梅州市丰顺县的一个县级文物保护单位，类型为古建筑，公布时间为1993年4月。
万江古榕庙的历史年代为宋代。1993年4月，丰顺县人民政府认定其为丰顺县文物保护单位。